# 罗班·迪维拉尔
罗班·迪维拉尔（法語：Robin Duvillard，1983年12月22日—），法国男子越野滑雪运动员。他曾代表法国参加2010年和2014年冬季奥林匹克运动会越野滑雪比赛，获得一枚铜牌。